# 5154 Leonov
5154 Leonov è un asteroide della fascia principale. Scoperto nel 1969, presenta un'orbita caratterizzata da un semiasse maggiore pari a 3,0797522 UA e da un'eccentricità di 0,1054198, inclinata di 2,88278° rispetto all'eclittica.